# فؤاد محمد ثنيان الغانم
فؤاد الغانم، هو رجل أعمال كويتي، ومؤسس ورئيس مجلس إدارة مجموعة شركات فؤاد الغانم وأولاده، وهي من أكبر التكتلات الاقتصادية في الكويت. وقد شهدت المجموعة خلال الخمسين عامًا الماضية نموًا كبيرًا، لتصبح من أكبر الشركات التي تنشط في مجالات متعددة تشمل: الهندسة والإنشاءات والطاقة والنفط والغاز والسيارات والاستثمار والتجارة والشحن والطيران والاتصالات والضيافة والعقارات.
يشغل فؤاد الغانم أيضًا منصب رئيس مجلس إدارة شركة التكنولوجيا المتقدمة (ش.م.ك.م)، وهو عضو في المنتدى الاقتصادي العالمي، وعضو في مشروع الشرق الأوسط الأمريكي، وعضو في المجلس الدولي التابع لمركز بيلفر للعلوم والشؤون الدولية. وكان قد شغل سابقًا منصب نائب رئيس مجلس إدارة شركة الإلاف للتكافل (ش.م.ك.م)، كما كان عضوًا في مجلس إدارة البنك الدولي الأول للتجارة وشركة الكويت والشرق الأوسط للاستثمار المالي (ش.م.ك.م).

## العائلة
هو شقيق علي محمد ثنيان الغانم، رئيس غرفة تجارة وصناعة الكويت، وعم النائب السابق مرزوق الغانم، رئيس مجلس الأمة الكويتي السابق.

## التعليم
تخرّج الغانم من جامعة الكويت، ثم حصل على درجة البكالوريوس في العلوم والعلوم الإنسانية من جامعة ولاية آيوا في الولايات المتحدة.

## الجدل

### تسريبات الأوفشور
وفقًا لتقرير تسريبات الأوفشور، وهو تقرير أعده الاتحاد الدولي للمحققين الصحفيين بالتعاون مع صحفيين من أكثر من 65 دولة، ورد اسم مجموعة شركات فؤاد الغانم وأولاده ضمن تسريبات وثائق سرية تُشير إلى استخدامها حسابات خارجية (أوفشور) في بنما.

## نزاع ضريبي في الأردن
في عام 2013، رفع الغانم دعوى تحكيم ضد حكومة الأردن بخصوص نزاع ضريبي، وذلك تحت إشراف المركز الدولي لتسوية منازعات الاستثمار. وقد انتهت هيئة التحكيم إلى الحكم لصالح الحكومة الأردنية.

### صفقة اليوروفايتر
في عام 2016، وقّعت الكويت عقدًا مع شركة ليوناردو الإيطالية لتوريد 28 طائرة مقاتلة من طراز يوروفايتر تايفون. وكان فؤاد الغانم قد شارك في المقاومة الكويتية خلال الغزو العراقي للكويت عام 1990، ولا يزال نشطًا في القضايا الدفاعية، وقد كان من أبرز الداعين إلى شراء طائرات اليوروفايتر ضمن استراتيجية الدفاع الوطني للكويت.